# جورج واشنطن بيدل
جورج واشنطن بيدل (بالإنجليزية: George Washington Biddle)‏ هو كاتب أمريكي، ولد في 21 أغسطس 1843، وتوفي في 9 أبريل 1886.